# إدموند دبليو. صموئيل
إدموند دبليو. صموئيل (بالإنجليزية: Edmund W. Samuel)‏ هو سياسي أمريكي وبريطاني، ولد في 27 نوفمبر 1857 في المملكة المتحدة، وتوفي في 7 مارس 1930. حزبياً، نشط في الحزب الجمهوري. وقد انتخب عضو مجلس النواب الأمريكي.